# كولن سوليفان
كولن سوليفان (بالإنجليزية: Colin Sullivan)‏ (24 يونيو 1951 في المملكة المتحدة - ) هو لاعب كرة قدم بريطاني في مركز الدفاع. شارك مع منتخب إنجلترا تحت 21 سنة لكرة القدم. أما مع النوادي، فقد لعب مع سوانزي سيتي وكارديف سيتي ونادي بليموث أرجايل ونادي بورتسموث ونورويتش سيتي ونادي هيرفورد وLocks Heath F.C. ‏.

## وصلات خارجية
- كولن سوليفان على موقع قاعدة بيانات كرة القدم.إي يو (الإنجليزية)